# マンガナビ
マンガナビ（英：manganavi）は、有限会社 翠猫館が運営する漫画専門の情報サイト。
なお、本項目では『マンガナビ』と『アニメナビ』についても記述する。

## 概要
コンテンツを生み出す力としての漫画の可能性を保持し続け、更なる成長を促すために、多重的な視点と、バラエティ豊かな各人の好みに対応する漫画情報の提供を目的とする。

## 歴史
- 2006年9月8日 株式会社ファンタジスタにより、マンガナビの前身となるマンガ専門SNS「マンガ読もっ！」サービス開始。　インディーズのマンガ家、特に二次創作ではなくオリジナルマンガの作家への作品発表の場の提供、将来の高レベルな作家、作品の発掘を目指した。　この頃はマンガ業界自体にネットを活用するという考え方が殆ど無く、プレスリリースも皆無。インタビュー等の協力に対応できる出版社も非常に少かった。

- 2007年4月30日 イーブックジャパンと提携、「マンガ読もっ!ポータル」を刷新し当初は仮称「マンガソーシャルメディア」としてスタート。後日正式名称を公募。　「鬼太郎WEB茶屋」「マンガのお仕事」「ヲタクの本棚」「海外マンガ事情」スタート

- 2007年12月18日 一般公募により名称を「マンガナビ」に変更

- 2008年12月26日 イーブックジャパンとの提携解消。　「山崎真実の『マンガ好きですから』」「秋山莉奈の『マンガ知りたがりーな』」「羽生生純の『絵答え』」「成澤大輔の『マンガを読むので忙しい！』」スタート。　マンガ業界にネット活用が広まり始め、コミックナタリーなどニュースサイトが立ち上がったこともあり、マンガナビはマンガの読み手側にフォーカス。作家以外の連載記事を増やす

- 2013年4月 有限会社翠猫館(すいねこかん)にサイト譲渡。

- 2014年1月 漫画を様々な切り口で紹介し、漫画の好みで漫画好きを結びつけるサイトとしてリニュアル。　ユーザー投稿エリア『Myランキング５』スタート

- 2014年2月 キーワードから漫画を探す『おすすめ漫画』スタート

- 2019年6月 マンガナビ姉妹サイトmanganavi.info『おすすめマンガナビ』公開。　『おすすめ漫画』等マンガ紹介の一部機能を移設。

- 2021年10月 姉妹サイト『おすすめマンガナビ』を「マンガナビ」に統一

- 2024年8月 アニメ専用『アニメナビ(アニナビ)』コーナーを新設。各アニメの関連漫画・声優・音楽情報の提供をスタート

## 商標
『マンガナビ』は有限会社翠猫館の登録商標。